# 兴化府城隍庙
25°26′20″N 119°00′40″E / 25.43889°N 119.01111°E
兴化府城隍庙位于中国福建省莆田市城厢区，2001年被列为福建省文物保护单位。
兴化府城隍庙始建于明洪武三年（1370年），祀陈瓒，后经多次修建。现存大门、仪门、戏台、正殿、后殿等建筑，其中仪门、正殿和后殿为明代建筑。仪门建于万历十九年（1591年），面阔七间。正殿是城隍庙的主体建筑，建于弘治二年（1489年），面阔五间，进深四间，重檐歇山顶。后殿建于天启四年（1624年），原奉祀明代敕封淑德夫人（即陈文龙母亲，陈瓒的宗嫂），故又称为“夫人妈殿”。

## 图片
- 大门
- 仪门
- 仪门梁架
- 仪门梁架